# Wsierdzie
Wsierdzie (łac. endocardium) – w anatomii człowieka najbardziej wewnętrzna warstwa ściany serca, błona łącznotkankowa pokryta nabłonkiem jednowarstwowym płaskim, wyścielająca wewnętrzne powierzchnie jego jam (przedsionków i komór). Wsierdzie składa się z trzech warstw – tkanki podwsierdziowej (w której znajduje się sieć nerwów, naczyń krwionośnych i układu przewodzącego serca), blaszki właściwej wsierdzia i śródbłonka.